# Diplacina arsinoe
Diplacina arsinoe är en trollsländeart som beskrevs av Maurits Anne Lieftinck 1953. Diplacina arsinoe ingår i släktet Diplacina och familjen segeltrollsländor. IUCN kategoriserar arten globalt som sårbar. Inga underarter finns listade i Catalogue of Life.